# Veilly
Veilly é uma comuna francesa na região administrativa da Borgonha-Franco-Condado, no departamento de Côte-d'Or. Estende-se por uma área de 5,36 km². Em 2010 a comuna tinha 46 habitantes (densidade: 8,6 hab./km²).